# Desert Rats (jeu vidéo)
Pour les articles homonymes, voir Desert Rats.
Desert Rats est un jeu vidéo de type wargame créé par R.T. Smith et publié par Cases Computer Simulations sur ZX Spectrum en 1985 puis porté sur Amstrad CPC, Commodore 64 et IBM PC. Le jeu simule la guerre du désert de la Seconde Guerre mondiale. Le jeu propose six scénarios qui simulent notamment l’opération Battleaxe, l’opération Crusader, la bataille de Gazala, la seconde bataille d'El Alamein et la totalité de la campagne entre l’arrivée d’Erwin Rommel à Tripoli en février 1941 et sa défaite lors de la seconde bataille d'El Alamein en novembre 1942. Le jeu utilise le même système de jeu que Arnhem: The Market-Garden Operation.

## Système de jeu
Desert Rats est un wargame qui simule, au niveau opérationnel, la guerre du désert de la Seconde Guerre mondiale. Le jeu propose six scénarios. Les cinq premiers simulent notamment l’opération Battleaxe, l’opération Crusader, la bataille de Gazala et la seconde bataille d'El Alamein alors que le dernier couvre la totalité de la campagne entre l’arrivée d’Erwin Rommel à Tripoli en février 1941 et sa défaite lors de la seconde bataille d'El Alamein en novembre 1942. La version PC du jeu publiée aux États-Unis inclut par ailleurs deux scénarios supplémentaires qui simulent l’opération Compass et la bataille de Beda Fomm. Le jeu peut se jouer à deux ou seul contre l’ordinateur qui peut commander soit les troupes allemandes, soit les troupes britanniques. Le jeu ne permet pas de régler le niveau de difficulté mais une option permet d’handicapé l’un ou l’autre des deux camps en jouant sur le statut de Malte. Dans le premier cas, qui correspondant à la réalité historique, celle-ci est sous le contrôle des britanniques qui bénéficie donc de son soutien logistique. Dans le second, le jeu considère que les allemands réussissent à en prendre le contrôle et bénéficient donc de son soutien logistique à partir du milieu de l’année 1942. Dans le troisième cas, le jeu considère que le blocus de l’île est suffisamment sévère pour annuler son soutien à l’effort de guerre britannique en Afrique du Nord.

## Développement et publication
Desert Rats est développé par R.T. Smith qui s’appuie pour cela sur le moteur de jeu de son précédent wargame : Arnhem: The Market-Garden Operation (1985). Comme son prédécesseur, le jeu est publié par Cases Computer Simulations sur ZX Spectrum en 1985 avant d’être porté sur Commodore 64, Amstrad CPC et IBM PC.

## Accueil
| Desert Rats |      |        |
| Média       | Pays | Notes  |
| ACE         | GB   | 90.5 % |
| Crash       | GB   | 88 %   |